# Jürgen Körner (Fußballspieler)
Jürgen Körner (* 16. November 1953 in Schlema) ist ein deutscher ehemaliger Fußballspieler, der in den 1970er und 1980er Jahren für die BSG Wismut Aue in der DDR-Oberliga, der höchsten Liga im DDR-Fußball, aktiv war.

## Sportliche Laufbahn
Im Alter von zehn Jahren wurde Jürgen Körner in die Nachwuchsabteilung der Betriebssportgemeinschaft Wismut Aue aufgenommen. Bevor er für den Männerbereich spielberechtigt wurde, spielte er zuletzt in der Saison 1971/72 in der DDR-weiten Juniorenoberliga. In 26 ausgetragenen Spielen wurde er etwa 20-mal hauptsächlich im Mittelfeld eingesetzt und war mit wenigstens sieben Toren erfolgreich. Mit der 2. Mannschaft bestritt er in dieser Saison bereits drei Punktspiele in der zweitklassigen DDR-Liga sowie ein Spiel im Fuwo-Pokal.
Zur Saison 1972/73 wurde Jürgen Körner offiziell in den Kader von Wismut II aufgenommen. Er bestritt 18 der 20 Punktspiele, nun als Stürmer, und erzielte zwei Tore. Daneben wurde er auch schon in der Oberliga eingesetzt, in der er achtmal aufgeboten wurde, aber nur dreimal die volle Spieldauer erreichte. Im Mai 1973 wurde Körner für 18 Monate zum Wehrdienst in der Nationalen Volksarmee eingezogen. Ab November 1974 war er wieder bei Wismut Aue einsatzfähig, kam aber nur in sechs Punktspielen der 2. Mannschaft zum Einsatz. 
1975/76 absolvierte Jürgen Körner seine bisher intensivste Saison mit der 1. Mannschaft von Wismut Aue. Als Mittelfeldspieler aufgeboten bestritt er 21 Oberligaspiele, in denen er drei Tore schoss und wurde in allen fünf Spielen der DFV-Toto-Sonderrunde  eingesetzt. Auch hier war er mit einem Tor erfolgreich. Außerdem kam Körner auch noch in der DDR-Ligamannschaft zum Einsatz, für die er mehrere Punktspiele und ein Pokalspiel bestritt.
Körner spielte noch bis 1980 für die BSG Wismut in der Oberliga. In vier Spielzeiten mit insgesamt 104 Runden wurde er 67-mal aufgeboten und war noch fünfmal als Torschütze erfolgreich. In der Saison 1980/81 endete Jürgen Körners Karriere in der DDR-Oberliga. Er wurde nur noch einmal am 13. Spieltag für 33 Minuten eingewechselt. Zuvor hatte er noch für 24 Minuten ein Pokalspiel bestritten. Die BSG-Leitung nominierte Körner zwar noch für die Oberligasaison 1981/82, in der dieser aber kein Pflichtspiel mehr absolvierte. In der Vorschau 1982/83 wurde bekanntgegeben, dass Jürgen Körner seine leistungssportliche Laufbahn beendet habe. 